# NGC 3922
NGC 3922 (również NGC 3924, PGC 37072 lub UGC 6824) – galaktyka spiralna (S0-a), znajdująca się w gwiazdozbiorze Wielkiej Niedźwiedzicy.
Odkrył ją William Herschel 9 marca 1788 roku. Ponownie obserwował ją 17 marca 1790 roku, lecz niedokładnie określił jej pozycję, w wyniku czego skatalogował ją po raz drugi jako nowo odkryty obiekt. John Dreyer skatalogował obie te obserwacje jako NGC 3922 i NGC 3924. Część źródeł (np. baza SIMBAD) jako NGC 3924 błędnie identyfikuje galaktykę PGC 37217 (UGC 6849).